# Vinzenz Rössler
Vinzenz Rössler (cca 1839 – 23. července 1905 Linec) byl rakouský právník a politik německé národnosti z Čech; poslanec Českého zemského sněmu.

## Biografie
Studoval práva. V roce 1868 byl zaměstnán jako aktuár na okresním úřadě v Touškově (Tuschkau). Potom působil jako okresní soudce v Kaplici. V letech 1882–1884 zasedal v obecním výboru, kde v roce 1885 patřil do právní komise. Byl zemským soudním radou. Byla mu udělena záslužná medaile. Roku 1884 se stal čestným občanem Kaplice.
V 80. letech se zapojil i do vysoké politiky. V zemských volbách v roce 1883 byl zvolen na Český zemský sněm, kde zastupoval kurii venkovských obcí, obvod Kaplice, Nové Hrady. Patřil mezi německé liberály (tzv. Ústavní strana, liberálně a centralisticky orientovaná, odmítající federalistické aspirace neněmeckých etnik). V lednu 1887 byl prohlášen za vystouplého ze sněmu. Šlo o součást pasivní rezistence, kdy němečtí poslanci protestovali proti nenaplnění jejich státoprávních a jazykových požadavků a fakticky zahájili bojkot sněmu. V následných doplňovacích volbách v září 1887 již v tomto obvodu na sněm usedl Heinrich Hütter.
Zemřel v červenci 1905 ve všeobecné nemocnici v Linci. Bylo mu 66 let. Tělo mělo být převezeno k pohřbu do Kaplice.